# تپه خندق تپه مهدی‌آباد
تپه خندق تپه مهدی‌آباد مربوط به دوره اشکانیان - دوره ایلخانی است و در شهرستان کمیجان، بخش میلاجرد، دهستان میلاجرد، روستای مهدی‌آباد واقع شده و این اثر در تاریخ ۱۸ اسفند ۱۳۸۷ با شمارهٔ ثبت ۲۵۰۸۲ به‌عنوان یکی از آثار ملی ایران به ثبت رسیده است.